# Die phantastische Welt (Musical)
Die phantastische Welt ist ein Musical, welches in der Originalfassung ausschließlich von weiblichen Darstellern aufgeführt wurde. Es wurde 1995 als erstes Leipziger Musical in Leipzig produziert und uraufgeführt. Die Musik komponierte Christian Nóvé (Bandleader der Prog-Rock-Band Dice), der auch als Initiator verantwortlich zeichnet, das Libretto stammt von Torsten Seifert und Christian Nóvé.
Das Stück war von Christian Nóvé von vornherein als eingeschlechtliches Stück geplant, um tief in die Seele des Menschen im Allgemeinen zu blicken und sich nicht von "weiblichen" bzw. "männlichen" Kategorien ablenken zu lassen.

## Entstehung
Initiator Christian Nóvé, der auch Chefredakteur und Herausgeber des ZeitPunkt-Kulturmagazin ist, rief 1991 in einer der ersten Ausgaben seiner Zeitschrift einen offenen Workshop "Ein Musical entsteht" ins Leben, bei dem interessierte Leser an der Entstehung eines Musicals mitarbeiten könnten, um es anschließend auf die Bühne zu bringen. Jeden Monat sollten die Fortschritte beschrieben und so der Entstehungsprozess für alle Leser transparent werden. Parallel dazu gründeten einige Kulturfans aus dem Umfeld der ZeitPunkt-Redaktion einen Verein, der dieses Projekt betreute.
In Nóvés Scene-Records-Tonstudio entstanden zu der Zeit bereits die ersten Musikstücke für das Musical. Im Juli 1992 stieß der Werbetexter und Redakteur Torsten Seifert dazu, der sich von nun an um das Libretto kümmerte.
Nach Monaten, in denen die Texte weiter überarbeitet, einzelne Szenen verändert und neue Songs hinzugefügt wurden, beschlossen die Macher, das Stück in eigener Regie, mit Hilfe von Sponsor- und Fördergeldern, auf die Bühne zu bringen. Als Spielstätte konnte das Haus Leipzig gewonnen werden. Mit Peter Makswitat stand zudem ein erfahrener Regisseur bereit, der schon für insgesamt über 60 Inszenierungen verantwortlich war.
Das erste von insgesamt fünf Castings fand im April 1995 statt. Es gingen über 50 Bewerbungen ein, von denen die ausgewählten Darstellerinnen im Juli 1995, teilweise unter schwierigen Bedingungen, mit den Proben begannen. Am 12. August 1995 öffnete sich der Vorhang im Rahmen einer Voraufführung zum ersten Mal. Nach der Welturaufführung am 27. September 1995 folgten fünf weitere Vorführungen. Insgesamt sahen damals über tausend Zuschauer diese Inszenierung.
1997 veröffentlichten schließlich Scene Records und der F.A.N.-Verlag die CD "Die phantastische Welt", auf dem die 21 Stücke aus dem Musical zu hören sind.
Im April 2000 kam "Die phantastische Welt" in einer Schülerinszenierung an der Leipziger Paul-Robeson-Schule erneut auf die Bühne, hier allerdings im Gegensatz zur Originalfassung sowohl mit jungen weiblichen als auch männlichen Darstellern.

## Handlung
Sylvia und Maria sind auf der Suche nach der "phantastischen Welt". Dabei geraten sie in das mysteriöse Labyrinth der "Sieben mal sieben Welten", in dem die Königin herrscht. Über die Träume verschafft diese sich Zugang zu den Gedanken der Menschen. Darauf ist ihre Macht begründet. Sie will mit den beiden Frauen ein ungleiches Spiel spielen und sie von ihrem Weg abbringen.
Maria und Sylvia stehen die Chamäleonfrauen Ethea, Lavea und Marcella zur Seite. Gemeinsam ziehen sie durch das Land "Frei von Zweifeln" nach Kali, der "Stadt der Betrogenen", zum "Tempel der Macht". Dabei gewinnen und verlieren sie Mitstreiterinnen. Auch Sylvia geht schließlich der Königin ins Netz und nimmt deren Angebot an, Vizekönigin zu werden. Die Gruppe ist demoralisiert. In der "Welt des schönen Scheins" kommt es schließlich zur offenen Auseinandersetzung. Die Königin versucht, die Frauen endgültig in ihre Macht zu bringen. Doch ihr Versuch misslingt.
Maria, Lavea und die erfahrene Omnia gelangen an den "See der Eitelkeiten". Dieser See verspricht allen, die ihr Gesicht in seinem Spiegel betrachten, unendliche Schönheit. Hinter dem See vermuten die Frauen die "phantastische Welt", von der man sagt, dass sich nur die Schönste und Stolzeste den Weg hinein bahnen kann. Maria glaubt, mit der schönen Lavea und der stolzen Omnia, dafür die richtigen Kandidatinnen gefunden zu haben. Doch gerade Lavea erliegt der Verlockung des ewigen Erhalts ihrer Jugend.
Das Vorhaben scheint endgültig gescheitert. Die Welt hinter dem "See der Eitelkeit" ist weder phantastisch noch schön und die Königin, für die aus dem Spiel längst eine Machtprobe geworden ist, triumphiert. Für die Frauen, so kündigt sie an, gibt es von hier aus nur den Weg in das "Reich der verlorenen Seelen". Doch plötzlich erscheint auch Sylvia wieder. Sie hatte eine Nacht im Traumnavigator der Königin verbracht und dabei einen Traum der Königin entdeckt. Darin erfährt sie von deren Wunsch, das Licht einzusperren. Sylvia weiß nun, dass auch die Königin nicht allmächtig ist.
Ihre Macht ist die über die Dunkelheit, die Träume, das Unterbewusstsein, die Geheimnisse – aber nicht über das Licht, das alles zutage bringt. Plötzlich versteht Maria, was die verlorengeglaubte Freundin damit sagen will. Maria eröffnet dem Licht den Weg und bewegt sich selbst hinein.
Nun steht sie im Licht, stolz und schön. Nach und nach holt sie die anderen Frauen hinzu. Der Lichtschein wird stärker und umfasst bald die ganze Gruppe. Die Frauen stehen an einem unbekannten Ufer. Sie haben die phantastische Welt nicht gefunden, aber das ist jetzt nicht mehr wichtig. Sie werden sich nicht mehr verstecken. Sie sind stark genug für die wirkliche Welt. Auch wenn sie dort nicht immer im Licht stehen.

## Songs
1. Was ist los mit mir?
2. Wunschbilder
3. Die phantastische Welt
4. Kein zurück
5. Schatten
6. Tanz der Chamäleonfrauen
7. Fragen
8. Frei von Zweifeln
9. Tanz der Traurigkeit
10. Herrscherin der Welt
11. Die Traumwelt
12. Fliegen
13. Etheas Traum
14. Sylvias Traum
15. Der Tempel der Macht
16. Falsche Masken
17. Irgendetwas *
18. See der Eitelkeit
19. Alles verloren
20. Beweg Dich ins Licht
21. Hand in Hand

* Song 17 wurde in der Premieren-Version aus Zeitgründen vom Regisseur herausgenommen

## Das Team der Welturaufführung

### Mitwirkende
| Musik                  | Christian Nóvé                  |
| Text                   | Torsten Seifert, Christian Nóvé |
| Regie                  | Peter Makswitat                 |
| Choreographie          | Cornelia Richter                |
| Musikalische Leitung   | Christian Nóvé                  |
| Toningenieur           | Steffen Seifarth                |
| Orchester-Arrangements | Christoph Mansfeld              |
| Beleuchtung            | Jürgen Niescher                 |
| Kostüme                | Heidi Schelmat                  |
| Bühnenbildentwurf      | Daniela Hussel                  |

### Besetzung
| Maria                     | Tina Romani              |
| Sylvia                    | Nicole Ohliger           |
| Königin                   | Regine Lehmann-Lauenburg |
| Omnia                     | Claudia von Böhlen       |
| Alte + Traurigkeit        | Marie-Luise Michael      |
| Chamäleonfrau Lavea       | Cornelia Richter         |
| Chamäleonfrau Ethea       | Maria Lippemeier         |
| Chamäleonfrau Marcella    | Silke Heide              |
| Chamäleonfrau Hüska       | Yvonne Jersemann         |
| A ("Innere Figur")        | Grit Hoh                 |
| B ("Innere Figur")        | Anke Hensel              |
| Zofe                      | Annegret Morawe          |
| Schleierfrau + Priesterin | Nicole Stehfest          |